# 메릴랜드 식민지
메릴랜드 식민지(Province of Maryland)는 1632년에서 1776년까지 현재 미국 메릴랜드주 지역에 존재했던 영국령 식민지이다. 1776년 다른 12개와 함께 미국을 형성할 때까지 메릴랜드 연방이 되었다.

## 개요
1623년 6월 20일에 아일랜드의 귀족인 세실리우스 캘버트는 영국 왕 찰스 1세로부터 공인을 받아 1천 200만 에이커(49,000 km2)의 땅을 식민지 아발론령으로 이름을 지었다. 역사가들은 이것을 캘버트의 아버지, 조지 캘버트 볼티모어 제1대 남작이 1625년 가톨릭 신자임을 밝히자마자 수상 자리를 박탈한 데 대한 보상으로 생각했다. 1대 남작은 이것이 집행되기 전에 죽었고, 그 인가장은 그의 아들에게 넘어갔다.
그 인가장이 아들에게 넘어간 이유가 어찌되었건 간에 찰스 1세가 1632년에 포토맥 북쪽에 식민지를 만든 것은 매우 현실적인 이유에서였다. 이 시기에 대영제국의 경쟁자였던 네덜란드가 세운 뉴네덜란드는, 델라웨어 강 계곡 근처를 영토로 선언했으며, 버지니아와 경계가 모호한 상태였다. 찰스 1세는 대서양 연안의 모든 네덜란드의 영유권을 거부하고, 선점하고 있었던 영토에 대해 영국인들을 보강하는 것을 걱정하고 있었다.
새 식민지의 이름은 여왕의 동료였던 핸리에타 마리아의 이름을 따서 지었다. 볼티모어 군주는 가톨릭 신자로 대영제국 역사상 영주령은 받은 유일한 인물이었다.
메릴랜드 식민지는 오늘 날의 메릴랜드주보다 상당히 컸다. 원래 캘버트에게 허가된 인가장에는 부정확하게 정의된 버지니아 북쪽의 영토이자 1,200만 에이커로 구성된 위도 40도의 영토였다. 1760년대 찰스 2세가 메릴랜드 인가서와 겹쳐지게 펜실베이니아 영토의 방향을 잡음으로써 원래의 영토 일부를 상실했다. 이 두 식민지의 경계 분쟁을 해결하기 위해 메이슨 딕슨 선이 그어졌다.

## 초기 정착
메릴랜드 식민지는 신대륙에서 유럽 종교 전쟁 동안 영국인 가톨릭 교도들의 피난처를 만들고 싶어했던 초대 볼티모어 남작 조지 캘버트가 영주 식민지로 시작되었다. 처음에는 뉴펀들랜드 섬의 동부(아발론 반도)에 정착촌을 건설하고 박해를 받는 가톡릭 교도를 정착시키려 했다. 그는 영국인 가톨릭 교도도, 종교법과는 상관없이 신교도들과 조화롭게 살 수 있다는 것을 증명하려 했다. 캘버트는 그 자신이 가톨릭 교도로 개종을 했고, 이것은 17세기 영국 귀족에게는 상당한 약점이 되었다. 영국에서 가톨릭 신자는 국가의 잠재적인 배신자로 취급받았다. 다른 귀족 영주와는 달리 그는 이익을 새 식민지에 돌리려 했다.
갤버트는 종교적 관용정책을 펼치겠다고 약속하면서 가톨릭 귀족들과 개신도 신도들을 모아서 메릴랜드로 향했다. 아크호와 도브호를 타고 메릴랜드로 여행한 초기 200여명의 정착민들은 대부분 신교도들이었다.
아크호와 도브호는 1634년 3월 25일 세인트 클레멘츠 섬에 상륙을 했다. 볼티모어 경의 젊은 남동생 레오너드 캘버트가 정착민 무리를 이끌었고, 그는 새 식민지의 지사로 부임하기 위해 파견된 특사였다. 150여명의 생존자들은 요코미코 인디언들에게 땅을 사서, 세인트 매리 시티를 세웠다.